# 帕萨南特
帕萨南特，是西班牙加泰罗尼亚塔拉戈纳省的一个市镇。总面积27平方公里，总人口194人（2001年），人口密度7人/平方公里。